# Norsesund
Norsesund is een plaats in de gemeenten Alingsås en Lerum in het landschap Västergötland en de provincie Västra Götalands län in Zweden. De plaats heeft 268 inwoners (2005) en een oppervlakte van 63 hectare.